# Aledo, Texas
Aledo là một thành phố thuộc quận Parker, tiểu bang Texas, Hoa Kỳ. Năm 2010, dân số của xã này là 2716 người.

## Dân số
- Dân số năm 2000: 1726 người.
- Dân số năm 2010: 2716 người.